# Glomeris hexasticha
Glomeris hexasticha är en mångfotingart som beskrevs av Brandt 1833. Glomeris hexasticha ingår i släktet Glomeris och familjen klotdubbelfotingar.

## Underarter
Arten delas in i följande underarter:
- G. h. bavarica
- G. h. bosniensis
- G. h. calcivaga
- G. h. chiemensis
- G. h. hexasticha
- G. h. intermedia
- G. h. intermedia
- G. h. marcomannia
- G. h. ruscorum
- G. h. suevica
- G. h. theresiae